# Irma García Blanco
Irma García Blanco (n. Santa María Atzompa, 1959) es una alfarera reconocida en México, hija de Teodora Blanco Núñez, perteneciente a la familia Blanco.

## Trayectoria
Irma continúa el legado de su madre con figuras de barro que son adornados de colores vivos y llenos de detalles. Irma empezó a trabajar en 1965, desde los 6 años, ayudando a su madre a hacer pequeñas figuras Aunque Irma sólo cursó hasta segundo grado de primaria, muchos de sus siete hijos van a la universidad. Su esposo trabajó en la Ciudad de México como una persona de ventas de fábrica por 27 años, yendo a su hogar los fines de semana. Se retiró cuando la fábrica cerró, desde ahí la preocupación de Irma ha sido llevar ingresos a la familia con el apoyo de su esposo.
Irma es conocida por continuar haciendo vistosas y floreadas muñecas que su madre empezó. Estas obras son profusamente adornadas, con las figuras femeninas con torsos proporcionalmente cortos, y con sobreabundantes detalles decorativos.
Ellos incluyen la venta de sirena en el mercado. Algunas de las figuras son cubiertas por pequeños animales tales como perros y conejos, y otras por flores. Irma también crea altares con crucifijos, ángeles, la Virgen María, escenas nativas y sirenas. Dos otros notables temas son fuentes y reproducciones del ahuehuete de Santa María del Tule, en donde son decorados con elementos de las siete regiones de Oaxaca.
Su técnica es similar a la de su madre: usa herramientas simples, incluyendo un plato hondo y un plato de "llanta", así como una charola. Algunas de las formas básicas son creadas con moldes, pero generalmente son modificadas a mano y los detalles decorativos también están hechos a mano. Ella prefiere haces piezas de color natural, muchas de sus piezas no son pintadas, sin embargo, algunas veces las protege con revestimiento.

### Legado
Ella entrena a otros artistas de la comunidad, creando una escuela informal.

### Premios y reconocimientos
Irma ha recibido numerosos premios y reconocimientos por su trabajo, incluyendo el Premio Cultural Banamex en 1996, y por su trabajo en los Grandes Maestros del Arte Popular y "Out of Volcanos" por Margaret Sayers Peden. Sus obras han sido exhibidas en el show del Fomento Cultural Banamex la ciudad de Durango en 2012. Así mismo, ella siente que es importante ver la creación y el proceso de las piezas, así como apreciarlas.